# Esteban Herrera Toro
Esteban Herrera Toro (Caracas, Provincia de Venezuela, 29 de diciembre de 1797 - Caracas, República de Venezuela 19 de octubre de 1864). Prócer de la Independencia de Venezuela y General de Brigada del Ejército venezolano. Era hijo de Martín Herrera y Rada y de María Teresa Rodríguez del Toro e Ibarra, hermana de los generales Francisco Rodríguez del Toro y Fernando Rodríguez del Toro. Fue hermano del Coronel Bernardo Herrera, y primo hermano de los generales Diego Ibarra y Andrés Ibarra (militar), también próceres venezolanos.

## Campañas militares
Desde muy joven participó en las campañas de la Independencia. Fue miembro del Escuadrón de Escolares comandado por Coto Paúl. Luchó bajo las órdenes de Simón Bolívar en la batalla de Araure y en la batalla de Vigirima de 1813. En 1814 luchó bajo el mando de Rafael Urdaneta en las acciones de Guama y Cocorote y en diversos combates bajo José Félix Ribas, incluyendo la batalla de La Victoria. Ese año, y contando apenas con diecisiete años, fue ascendido a Capitán y designado Edecán del General José Félix Ribas. Ello, en virtud de sus proezas en el campo de batalla. Se encontró entre los oficiales que en julio de 1814 participaron en la emigración a Oriente, ante el avance indetenible de las tropas realistas de José Tomás Boves. Luego de varios años de combate alcanzó el rango de Teniente Coronel. Con tal rango participó en 1821 en las diversas operaciones militares estratégicas comandadas por el General José Francisco Bermúdez, destinadas dividir a las fuerzas realistas que enfrentaría Bolívar en la batalla de Carabobo. Estas operaciones incluyeron la ocupación de Caracas, La Guaira y La Victoria, en poder de los realistas. Dichas acciones fueron seguidas con el sitio y la toma de Cumaná, donde también combatió Herrera Toro. 

## Etapa Republicana
En 1824, y ya Coronel, fue designado por el Poder Ejecutivo como Administrador de la Aduana de Cumaná. En 1836 fue de los firmantes de una petición de indulto para los implicados en la revolución de las reformas. Formaría parte del núcleo fundacional del Partido Liberal, desempeñando una gran actividad en el partido.Fundador del semanario El Agricultor en 1844. Lo observamos en 1851 como Ministro de Hacienda y de Relaciones Exteriores del presidente José Tadeo Monagas.
Posteriormente es electo Senador por Caracas entre 1854 y 1856. En 1863, y a pesar de llevar ya muchos años fuera del servicio activo, el Gobierno de la Federación recompensó sus servicios a la Patria ascendiéndolo a General de Brigada. 